# Olivia Addams
Olivia Addams, właściwie Adriana Livia Opriș (ur. 17 września 1996 w Bukareszcie) – rumuńska piosenkarka, autorka tekstów, producentka muzyczna, youtuberka, tiktokerka, członkini zespołu Jealous Friend. Największą popularność zdobyła po wydaniu singla „Dumb”.

## Życiorys

### Rodzina i wczesne lata
Wokalistka urodziła się w stolicy Rumunii, Bukareszcie jako córka prawniczki oraz księgowego. Dorastała w chrześcijańskiej rodzinie. Mieszkała w dzielnicy Obor, pod opieką rodziców i babć.
Olivia Addams dorastała w otoczeniu muzyki, pomimo że nikt z jej rodziny nie śpiewał. Śpiewać zaczęła w wieku około 3 lat w chórze Alegretto. Jak sama mówi, „potrafiła śpiewać zanim nauczyła się mówić”.
Już jako dziecko występowała m.in. w Japonii, Chinach czy Stanach Zjednoczonych.
Addams studiowała w Niemczech, obroniła pracę magisterską.

### Kariera muzyczna
Przed karierą muzyczną jako piosenkarka Olivia Addams śpiewała na ślubach, po 30 ślubów rocznie.
2018
W 2018 roku Olivia wystąpiła w singlu Pete Kingsmana pod tytułem „Love Poison” (wydanym poprzez Atlast). Nie dostał się on do żadnych list przebojów, jednak w serwisie Spotify do 2020 roku został odtworzony ponad 750 tysięcy razy.
Następnie wystąpiła gościnnie w utworze Pete Kingsmana i Alexa Parkera pod tytułem „Not a Goodbye”. Utwór ma ponad 700 tysięcy wyświetleń na serwisie YouTube, a także ponad 4 mln odtworzeń w Spotify.
2019
W 2019 roku wokalistka nagrała swój pierwszy solowy singiel pod tytułem „Sick Lullaby”. Utwór był odtwarzany na terenie Wspólnoty Niepodległych Państw i stał się przebojem na terenie Ukrainy.
W tym samym roku dołączyła do zespołu Jealous Friend, z którym w 2019 roku nagrała 3 utwory: „Who’s Gonna Love You” (z gościnnym występem Jesse Zagata), „In My Mind” oraz „Cold”.
Wystąpiła także w singlu „Love Games” Alexa Parkera, który stał się przebojem na Węgrzech, a także w piosence Mandinga pod tytułem „Bandida”, który był przebojem na terenie Australii.
2020

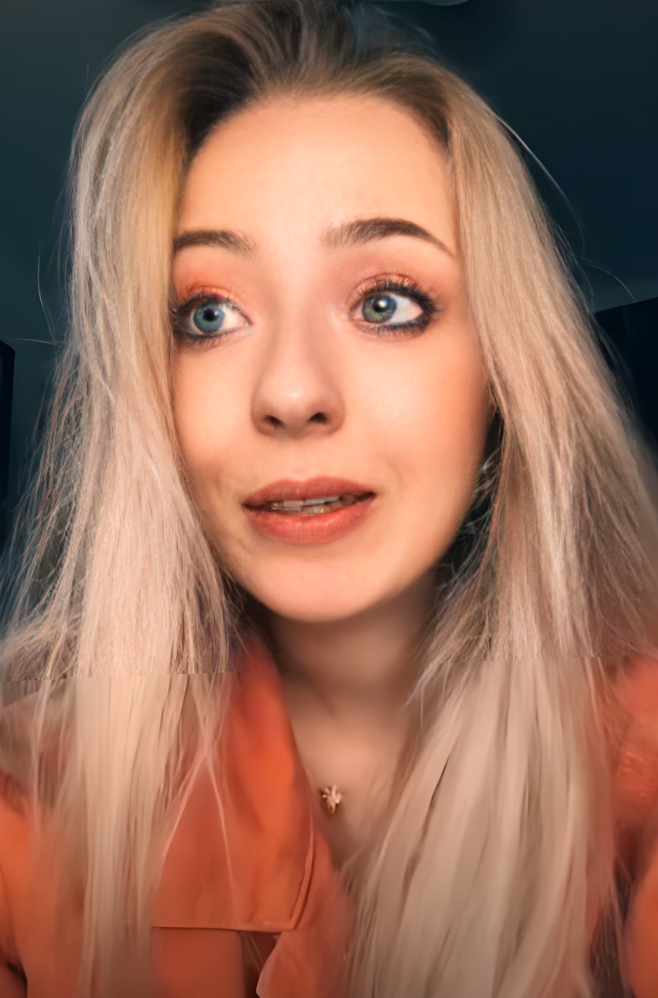
Olivia Addams w 2020 roku

Pierwszym singlem Olivii Addams w 2020 roku był utwór „I’m Lost”. 6 marca 2020 roku został także opublikowany teledysk, w reżyserii Isabelli Szanto. Występują w nim modelka Elena Popescu oraz aktor Matei Negrescu.
Kolejnie wydała swój najpopularniejszy utwór – „Dumb”. Dostał się on do polskiej listy AirPlay – Top na 9. pozycję. Był notowany także na terenie Rumunii (13. pozycja na liście Romanian Top 100 i 4. w radiowej liście Media Forest) oraz WNP (123. pozycja na liście airplay). Do singla powstał także teledysk, który także wyreżysowała Isabella Szanto. Wraz z opublikowaniem utworu, w aplikacji TikTok ruszyła kampania #UreSoDumb, która ma prawie 120 milionów wyświetleń. Był on 39. najczęściej odtwarzanym utworem w Rumunii w 2020 roku.
W sierpniu 2020 roku opublikowała singiel „Fish in the Sea”, który nie zyskał dużej popularności.
W tym samym roku nagrała 3 utwory wraz z zespołem Jealous Friend: w maju „Wanna Say Hi” (w którym gościnnie występuje Bastian), w czerwcu „Himalayas” (z występem Tobiego Ibitoye) oraz „To The Moon And Back”.
W listopadzie 2020 roku wydała singiel „Are We There?”. Utwór powstał w celu walki ze zjawiskiem bullyingu (pol. znęcania się). Był on wielokrotnie opisywany przez rumuńskie media. Do utworu został zagrany teledysk, w którym Olivia Addams bierze udział w konfliktowych i agresywnych sytuacjach.
W grudniu 2020 roku wydała świąteczny singiel „Merry Tik Tok”, wraz z rumuńskim piosenkarzem, Emilem Renglem.
2021

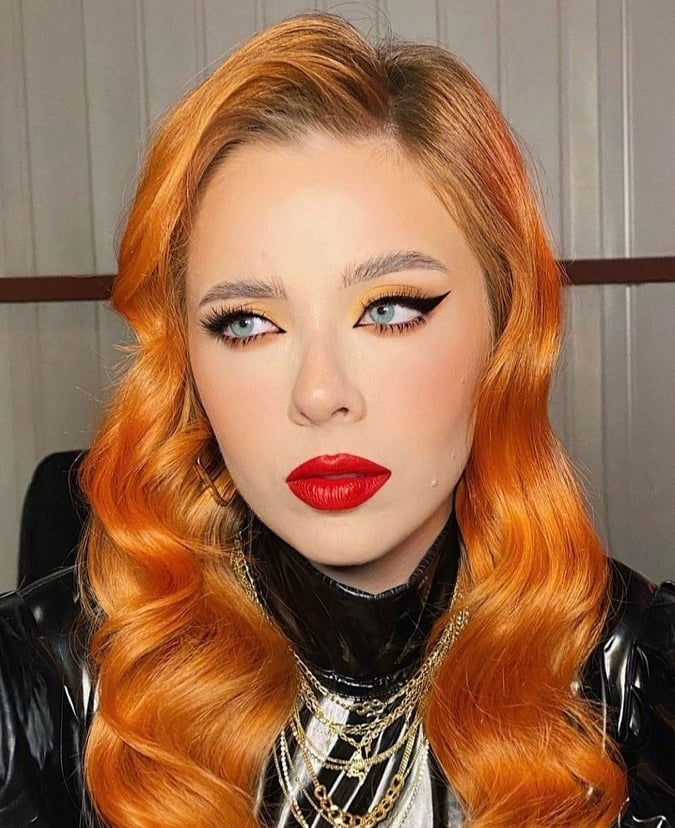
Olivia Addams w 2021 roku

16 kwietnia 2021 roku wydała singiel „Stranger” poprzez wytwórnie Global Records i Creator Records. Już przedpremierowo, 12 kwietnia 2021 roku utwór został puszczony na antenie polskich radiów, m.in. RMF FM, Radia Zet, czy Radia Eski. Singiel stał się przebojem na terenie Wspólnoty Niepodległych Państw i Polski. Zajął ponadto szczyt polskiej listy Shazam. Tego samego dnia co singiel solowy wydała wraz z zespołem Jealous Friend singiel „Believe”.
W maju 2021 przyjechała z Rumunii do Polski. Podczas tego pobytu udzieliła wywiadu dla Pauliny Krupińskiej i Damiana Michałowskiego w programie Dzień dobry TVN. Wystąpiła również w Radiu Eska, Radiu Zet i 4fun.tv. Zaśpiewała także w duecie z Sanah jej utwór pt. „Invisible Dress”.
24 czerwca 2021 roku wydała singiel „Heart Attack” wraz z rumuńskim zespołem Akcent. Muzykę i tekst do utworu stworzyli: Achim Marian, Adrian Sînă, Andreas Öberg, George Papagheorghe oraz sama Olivia Addams. Singiel został zauważony przez polskie, indyjskie (m.in. The Times of India) i rumuńskie media. Już pierwszego dnia znalazł się w popularnej playliście New Music Friday w serwisie Spotify. Olivia Addams wystąpiła na festiwalu Magiczne Zakończenie Wakacji 2021, który odbył się 28 sierpnia w Kielcach. Był to drugi przyjazd artystki do Polski.
W 2021 została drugi rok z rzędu nominowana do The Artist Awards: największej nagrody muzycznej w Rumunii. Jeszcze w 2020 roku dostała nominację do dwóch kategorii, z czego w jednej zwyciężyła. W 2021 wystąpiła w trzech: „Najlepszy nadchodzący” artysta, „Międzynarodowy przełom” oraz „Najlepszy artysta na TikToku”.
Również w 2021 wraz ze Speakem i Mariusem Mogą poprowadziła rumuński program muzyczny typu talent-show pt. Hit Play od Vodafone. Jest on odpowiednikiem formatu The Voice (czyli m.in. polskiego The Voice of Poland) jednak jest w 100 procentach emitowany cyfrowo.
2022
Na początku 2022 roku wydała singel „Scrisori în minor”, którego muzykę i tekst stworzył rumuński zespół Carla’s Dreams. Powstał do niego teledysk. W lutym opublikowała singel „Never Say Never”.

### Życie prywatne
Olivia Addams posiada psa Oscara (ur. 16 kwietnia 2016), rasy yorkshire terrier. Stworzyła mu konto w serwisie Instagram, które obserwuje ponad 3,6 tysiąca użytkowników.

## Działalność pozamuzyczna
W sierpniu 2020 roku zaczęła publikować w aplikacji TikTok, gdzie stała się bardzo popularna. W styczniu 2022 roku miała tam ponad 1,1 miliona obserwujących, prawie 70 milionów polubień oraz prawie 700 tys. komentarzy. Jej filmy obejrzano ponad 320 milionów razy.
Olivia Addams pracowała także w korporacji, gdzie zajmowała się marketingiem. Następnie namawiała klientów do inwestowania na giełdzie.

## Dyskografia

### Single

#### Jako główny artysta
| Rok                                                       | Tytuł                                                     | Najwyższe pozycje na listach | Najwyższe pozycje na listach | Najwyższe pozycje na listach | Najwyższe pozycje na listach | Najwyższe pozycje na listach | Najwyższe pozycje na listach | Najwyższe pozycje na listach | Najwyższe pozycje na listach | Najwyższe pozycje na listach | Najwyższe pozycje na listach | Najwyższe pozycje na listach | Najwyższe pozycje na listach | Certyfikat             | Sprzedaż       | Album |
| Rok                                                       | Tytuł                                                     | POL                          | POL                          | WNP                          | WNP                          | RUS                          | RUS                          | UKR                          | UKR                          | ROM                          | ROM                          | ROM                          | MDA                          | Certyfikat             | Sprzedaż       | Album |
| Rok                                                       | Tytuł                                                     | Airplay                      | TV                           | Radio                        | Radio & YouTube              | Radio                        | Radio & YouTube              | Radio                        | Radio & YouTube              | Airplay                      | Radio                        | TV                           | MDA                          | Certyfikat             | Sprzedaż       | Album |
| --------------------------------------------------------- | --------------------------------------------------------- | ---------------------------- | ---------------------------- | ---------------------------- | ---------------------------- | ---------------------------- | ---------------------------- | ---------------------------- | ---------------------------- | ---------------------------- | ---------------------------- | ---------------------------- | ---------------------------- | ---------------------- | -------------- | ----- |
| 2019                                                      | „Sick Lullaby”                                            | –                            | –                            | –                            | –                            | –                            | –                            | –                            | –                            | –                            | –                            | –                            | –                            |                        |                | —     |
| 2020                                                      | „I’m Lost”                                                | –                            | –                            | –                            | –                            | –                            | –                            | –                            | –                            | –                            | –                            | –                            | –                            |                        |                | —     |
| 2020                                                      | „Dumb”                                                    | 9                            | –                            | 123                          | –                            | –                            | –                            | –                            | –                            | 13                           | 4                            | 6                            | 9                            |                        |                | —     |
| 2020                                                      | „Fish in the Sea”                                         | –                            | –                            | –                            | –                            | –                            | –                            | –                            | –                            | –                            | –                            | –                            | –                            |                        |                | —     |
| 2020                                                      | „Are We There?”                                           | 2                            | 4                            | –                            | –                            | –                            | –                            | –                            | –                            | 30                           | –                            | –                            | 40                           |                        |                | —     |
| 2020                                                      | „Merry Tik Tok” (oraz Emil Rengle)                        | –                            | –                            | –                            | –                            | –                            | –                            | –                            | –                            | –                            | –                            | –                            | –                            |                        |                | —     |
| 2021                                                      | „Stranger”                                                | 1                            | 4                            | 52                           | 343                          | 313                          | 357                          | 3                            | 16                           | 39                           | –                            | –                            | –                            | - POL: platynowa płyta | - POL: 50 000+ | —     |
| 2021                                                      | „Heart Attack” (oraz Akcent)                              | 16                           | –                            | 354                          | –                            | –                            | –                            | 445                          | 519                          | X                            | –                            | –                            | –                            |                        |                | —     |
| 2021                                                      | „Chameleon”                                               | –                            | –                            | –                            | –                            | –                            | –                            | –                            | –                            | X                            | –                            | –                            | –                            |                        |                | —     |
| 2021                                                      | „Broken” (oraz Gromee)                                    | 95                           | –                            | –                            | –                            | –                            | –                            | –                            | –                            | X                            | –                            | –                            | –                            |                        |                | —     |
| 2022                                                      | „Scrisori în minor”                                       | –                            | –                            | 313                          | –                            | –                            | –                            | –                            | –                            | X                            | 8                            | –                            | –                            |                        |                | —     |
| 2022                                                      | „Never Say Never”                                         | 3                            | 2                            | 81                           | –                            | 42                           | 178                          | 342                          | 416                          | X                            | –                            | –                            | –                            | - POL: złota płyta     | - POL: 25 000+ | —     |
| 2022                                                      | „Răsărit perfect”                                         | –                            | –                            | 135                          | –                            | –                            | –                            | –                            | –                            | X                            | 2                            | 4                            | –                            |                        |                | —     |
| 2022                                                      | „Fool Me Once”                                            | 1                            | –                            | 13                           | –                            | 9                            | 11                           | 12                           | 38                           | X                            | –                            | –                            | –                            |                        |                | —     |
| 2022                                                      | „Second Chance”                                           | –                            | –                            | –                            | –                            | –                            | –                            | –                            | –                            | X                            | –                            | –                            | –                            |                        |                | —     |
| 2022                                                      | „Alexa, Skip to Friday”                                   | –                            | –                            | 665                          | –                            | 476                          | 558                          | –                            | –                            | X                            | –                            | –                            | –                            |                        |                | —     |
| 2022                                                      | „Buchet de trandafiri” (oraz rares)                       | –                            | –                            | 281                          | –                            | –                            | –                            | –                            | –                            | X                            | –                            | –                            | –                            |                        |                | —     |
| 2022                                                      | „Telepathy” (oraz Dylan Fuentes)                          | 10                           | –                            | 9                            | –                            | 7                            | 8                            | 823                          | 877                          | X                            | –                            | –                            | –                            |                        |                | —     |
| 2022                                                      | „Pump It Up” (oraz Holy Molly)                            | –                            | –                            | –                            | –                            | 897                          | 974                          | –                            | –                            | X                            | –                            | –                            | –                            |                        |                | —     |
| 2022                                                      | „Până îmbătrânim” (wersja radiowa / wersja przyspieszona) | –                            | –                            | 534                          | –                            | –                            | –                            | –                            | –                            | X                            | –                            | –                            | –                            |                        |                | —     |
| 2023                                                      | „Don't Look The Other Way” (oraz Sickotoy)                | –                            | X                            | 530                          | –                            | –                            | –                            | –                            | –                            | X                            | –                            | –                            | –                            |                        |                |       |
| 2023                                                      | „Comete” (oraz Randi)                                     | –                            | X                            | 515                          | –                            | –                            | –                            | –                            | –                            | X                            | –                            |                              | –                            |                        |                |       |
| 2023                                                      | „Living My Life”                                          | –                            | X                            | –                            | –                            | –                            | –                            | –                            | –                            | X                            | –                            | –                            | –                            |                        |                |       |
| 2023                                                      | „Să nu mă poți uita” (oraz Marko Glass i Bvcovia)         | –                            | X                            | –                            | –                            | –                            | –                            | –                            | –                            | X                            | –                            | –                            | –                            |                        |                |       |
| 2023                                                      | „OMG (Oh My God)” (oraz Ilkay Sencan)                     | –                            | X                            | –                            | –                            | –                            | –                            | –                            | –                            | X                            | –                            | –                            | –                            |                        |                |       |
| „–” oznacza, że singiel nie był notowany na danej liście. |                                                           |                              |                              |                              |                              |                              |                              |                              |                              |                              |                              |                              |                              |                        |                |       |

#### Jako artysta gościnny
| Rok                                                       | Tytuł                                                                      | Najwyższe pozycje na listach | Najwyższe pozycje na listach | Najwyższe pozycje na listach | Najwyższe pozycje na listach | Najwyższe pozycje na listach | Najwyższe pozycje na listach | Najwyższe pozycje na listach | Najwyższe pozycje na listach | Najwyższe pozycje na listach | Najwyższe pozycje na listach | Najwyższe pozycje na listach | Album |
| Rok                                                       | Tytuł                                                                      | iTunes                       | iTunes                       | iTunes                       | iTunes                       | iTunes                       | iTunes                       | iTunes                       | iTunes                       | iTunes                       | iTunes                       | iTunes                       | Album |
| Rok                                                       | Tytuł                                                                      | AUT                          | BRA                          | SPA                          | FIN                          | IND                          | LUX                          | NLD                          | NOR                          | POL                          | ROM                          | SWE                          | Album |
| --------------------------------------------------------- | -------------------------------------------------------------------------- | ---------------------------- | ---------------------------- | ---------------------------- | ---------------------------- | ---------------------------- | ---------------------------- | ---------------------------- | ---------------------------- | ---------------------------- | ---------------------------- | ---------------------------- | ----- |
| 2018                                                      | „Love Poison” (Pete Kingsman, gościnnie: Olivia Addams)                    | –                            | –                            | –                            | –                            | –                            | –                            | –                            | –                            | 46                           | –                            | –                            | —     |
| 2018                                                      | „Not a Goodbye” (Alex Parker oraz Pete Kingsman, gościnnie: Olivia Addams) | –                            | –                            | 92                           | 170                          | –                            | 53                           | 163                          | –                            | –                            | 20                           | 39                           | —     |
| 2019                                                      | „Love Games” (Alex Parker, gościnnie: Olivia Addams)                       | 144                          | 173                          | –                            | –                            | 78                           | –                            | –                            | 106                          | –                            | –                            | 55                           | —     |
| 2019                                                      | „Bandida” (Mandinga, gościnnie: Olivia Addams)                             | –                            | –                            | –                            | –                            | –                            | –                            | –                            | –                            | –                            | –                            | –                            | —     |
| „–” oznacza, że singiel nie był notowany na danej liście. |                                                                            |                              |                              |                              |                              |                              |                              |                              |                              |                              |                              |                              |       |

#### Single promocyjne
| Rok  | Tytuł                                                        |
| ---- | ------------------------------------------------------------ |
| 2021 | „În Golul Tău (Live Session)” (oraz Holy Molly i The Motans) |

#### Wraz z zespołem Jealous Friend
| Rok                                                       | Tytuł                                                            | Najwyższe pozycje na listach | Najwyższe pozycje na listach | Najwyższe pozycje na listach | Najwyższe pozycje na listach | Najwyższe pozycje na listach | Najwyższe pozycje na listach | Najwyższe pozycje na listach | Najwyższe pozycje na listach | Najwyższe pozycje na listach | Najwyższe pozycje na listach | Najwyższe pozycje na listach | Najwyższe pozycje na listach | Najwyższe pozycje na listach | Najwyższe pozycje na listach | Najwyższe pozycje na listach | Album |
| Rok                                                       | Tytuł                                                            | iTunes                       | iTunes                       | iTunes                       | iTunes                       | iTunes                       | iTunes                       | iTunes                       | iTunes                       | iTunes                       | iTunes                       | iTunes                       | iTunes                       | iTunes                       | Apple Music                  | Apple Music                  | Album |
| Rok                                                       | Tytuł                                                            | BRA                          | CZE                          | DNK                          | EGY                          | HUN                          | LUX                          | LTU                          | POL                          | NOR                          | SGP                          | SVK                          | SWE                          | THA                          | NEP                          | SUR                          | Album |
| --------------------------------------------------------- | ---------------------------------------------------------------- | ---------------------------- | ---------------------------- | ---------------------------- | ---------------------------- | ---------------------------- | ---------------------------- | ---------------------------- | ---------------------------- | ---------------------------- | ---------------------------- | ---------------------------- | ---------------------------- | ---------------------------- | ---------------------------- | ---------------------------- | ----- |
| 2019                                                      | „Who’s Gonna Love You” (Jealous Friend, gościnnie: Jesse Zagata) | –                            | –                            | –                            | –                            | 23                           | –                            | –                            | –                            | –                            | 103                          | 39                           | –                            | –                            | –                            | 99                           | —     |
| 2019                                                      | „In My Mind”                                                     | 144                          | 42                           | 110                          | 1                            | 17                           | 87                           | 3                            | 123                          | 59                           | –                            | 129                          | 168                          | –                            | 26                           | –                            | —     |
| 2019                                                      | „Cold”                                                           | –                            | –                            | –                            | –                            | –                            | –                            | –                            | –                            | –                            | –                            | –                            | –                            | –                            | –                            | –                            | —     |
| 2020                                                      | „Wanna Say Hi” (Jealous Friend, gościnnie: Bastien)              | –                            | 64                           | –                            | –                            | –                            | –                            | –                            | –                            | –                            | 24                           | –                            | –                            | 62                           | –                            | –                            | —     |
| 2020                                                      | „Himalayas” (Jealous Friend, gościnnie: Tobi Ibitoye)            | –                            | –                            | –                            | –                            | –                            | –                            | –                            | –                            | –                            | –                            | –                            | –                            | –                            | –                            | –                            | —     |
| 2020                                                      | „To The Moon And Back”                                           | –                            | –                            | –                            | –                            | –                            | –                            | –                            | 48                           | 103                          | 73                           | –                            | –                            | –                            | –                            | –                            | —     |
| 2021                                                      | „Believe”                                                        | –                            | –                            | –                            | –                            | –                            | –                            | –                            | –                            | –                            | –                            | –                            | –                            | –                            | –                            | –                            | —     |
| „–” oznacza, że singiel nie był notowany na danej liście. |                                                                  |                              |                              |                              |                              |                              |                              |                              |                              |                              |                              |                              |                              |                              |                              |                              |       |

### Utwory dla innych artystów
| Rok                                                       | Autor                              | Tytuł         | Najwyższe pozycje na listach | Najwyższe pozycje na listach | Najwyższe pozycje na listach | Najwyższe pozycje na listach | Uwagi                    |
| Rok                                                       | Autor                              | Tytuł         | ROM                          | ROM                          | ROM                          | MDA                          | Uwagi                    |
| Rok                                                       | Autor                              | Tytuł         | Airplay                      | Radio                        | TV                           | MDA                          | Uwagi                    |
| --------------------------------------------------------- | ---------------------------------- | ------------- | ---------------------------- | ---------------------------- | ---------------------------- | ---------------------------- | ------------------------ |
| 2018                                                      | Antonia, gościnnie: Erik Frank     | „Matame”      | 2                            | 1                            | 1                            | 5                            | muzyka, tekst            |
| 2019                                                      | Jo                                 | „Rapitor”     | 69                           | –                            | –                            | –                            | tekst                    |
| 2020                                                      | Cleopatra Stratan                  | „La usa mea”  | –                            | –                            | –                            | –                            | muzyka, produkcja, tekst |
| 2020                                                      | Lizot, Holy Molly oraz Alex Parker | „Back To Her” | –                            | –                            | –                            | –                            | muzyka, tekst            |
| 2020                                                      | Iarina                             | „Cry”         | –                            | –                            | –                            | –                            | muzyka, tekst            |
| 2021                                                      | Antonia oraz Yoss Bones            | „Dinero”      | 41                           | –                            | –                            | 45                           | muzyka, tekst            |
| „–” oznacza, że singiel nie był notowany na danej liście. |                                    |               |                              |                              |                              |                              |                          |

### Teledyski
| Tytuł                                               | Rok                 | Reżyseria                     | Produkcja                               | Źr.                 |                     |
| Jako główny artysta                                 | Jako główny artysta | Jako główny artysta           | Jako główny artysta                     | Jako główny artysta | Jako główny artysta |
| --------------------------------------------------- | ------------------- | ----------------------------- | --------------------------------------- | ------------------- | ------------------- |
| „Sick Lullaby”                                      | 2019                | nieznany                      | Marius Dia, Alex Parker                 | [ 133 ]             |                     |
| „In My Mind”                                        | 2019                | nieznany                      | MusicTap                                | [ 134 ]             |                     |
| „I’m Lost”                                          | 2020                | Isabella Szanto               | Marius Dia, Alex Parker, Bogdan Zamonea | [ 135 ]             |                     |
| „Dumb”                                              | 2020                | Isabella Szanto               | Creator Records, Loops Production       | [ 136 ]             |                     |
| „Dumb” (Live Session/Vertical video)                | 2020                | nieznany                      | Creator Records, Loops Production       | [ 137 ]             |                     |
| „Dumb” / „I'm Lost” / „Lose Control” (Live Session) | 2020                | nieznany                      | Creator Records, Loops Production       | [ 138 ]             |                     |
| „Fish in the Sea” (Lyric Video)                     | 2020                | Isabella Szanto               | Alex Parker, Bogdan Zamonea             | [ 139 ]             |                     |
| „Are We There?”                                     | 2020                | Isabella Szanto               | Marius Dia, Alex Parker                 | [ 140 ]             |                     |
| „Are We There?” (Live Session)                      | 2020                | Olivia Addams                 | Marius Dia, Alex Parker                 | [ 141 ]             |                     |
| „Merry Tik Tok”                                     | 2020                | Emil Rengle                   | REALM                                   | [ 142 ]             |                     |
| „Stranger”                                          | 2021                | Isabella Szanto, Roberto Stan | Bogdan Zamonea, Cristian Puchiu         | [ 143 ]             |                     |
| „Runaway Aurora”                                    | 2021                | Isabella Szanto               | nieznany                                | [ 144 ]             |                     |
| „Chameleon” (Lyric Video)                           | 2021                | Isabella Szanto               | Alex Parker                             | [ 145 ]             |                     |
| „Broken”                                            | 2021                | Isabella Szanto               | Loops Production                        | [ 146 ]             |                     |
| „Scrisori în minor”                                 | 2022                | Carla’s Dreams                | Carla’s Dreams                          | [ 78 ]              |                     |
| Jako artysta gościnny                               |                     |                               |                                         |                     |                     |
| „Bandida”                                           | 2019                | nieznany                      | Alex Volintiru                          | [ 147 ]             |                     |
| „Love Games”                                        | 2019                | nieznany                      | Alex Parker                             | [ 148 ]             |                     |

## Filmografia
| Programy telewizyjne |          |            |           |                                 |
| Rok                  | Tytuł    | Rola       | Reżyseria | Uwagi                           |
| od 2021              | Hit Play | prowadząca | ???       | wraz ze Speakem i Mariusem Mogą |

## Nagrody i nominacje
| Rok  | Konkurs           | Kategoria                                                 | Tytułem     | Rezultat  |
| ---- | ----------------- | --------------------------------------------------------- | ----------- | --------- |
| 2020 | The Artist Awards | Najlepszy nowy artysta (ang. Best new artist)             | całokształt | Wygrana   |
| 2020 | The Artist Awards | Ulubiony artysta (ang. Favourite artist)                  | całokształt | Nominacja |
| 2021 | The Artist Awards | Najlepszy nadchodzący artysta (ang. Best upcoming artist) | całokształt | Nominacja |
| 2021 | The Artist Awards | Międzynarodowy przełom (ang. International breakthrough)  | całokształt | Nominacja |
| 2021 | The Artist Awards | Najlepszy artysta na TikToku (ang. Best artist on TikTok) | całokształt | Nominacja |